# Sompote Suwannarangsri
Sompote Suwannarangsri (* 1. Juni 1985 in Lop Buri) ist ein ehemaliger thailändischer Leichtathlet, der sich auf den Sprint spezialisiert hat.

## Sportliche Laufbahn
Erste internationale Erfahrungen sammelte Sompote Suwannarangsri im Jahr 2004, als er bei den Juniorenasienmeisterschaften in Ipoh in 10,84 s den sechsten Platz im 100-Meter-Lauf belegte und mit der thailändischen 4-mal-100-Meter-Staffel gewann er in 40,30 s die Goldmedaille. Anschließend schied er bei den Juniorenweltmeisterschaften in Grosseto mit 10,70 s in der ersten Runde aus. Im Jahr darauf nahm er an der Sommer-Universiade in Izmir teil und schied dort mit 22,12 s im Viertelfinale über 200 Meter aus, ehe er anschließend bei den Asienmeisterschaften in Incheon mit 10,86 s im Vorlauf über 100 Meter ausschied. Daraufhin siegte er bei den Südostasienspielen in Manila in 39,74 s mit der Staffel, gewann über 100 Meter in 10,52 s die Silbermedaille hinter seinem Landsmann Wachara Sondee und sicherte sich im 200-Meter-Lauf in 21,40 s die Bronzemedaille hinter Landsmann Sittichai Suwonprateep und John Muray aus Indonesien. 2006 belegte er bei den Hallenasienmeisterschaften in Pattaya in 6,74 s den fünften Platz im 60-Meter-Lauf und nahm später im Jahr erstmals an den Asienspielen in Doha teil und schied dort über 100 Meter mit 10,52 s im Halbfinale aus und kam in der Staffel im Vorlauf zum Einsatz und verhalf dem Team damit zum Sieg.
2007 siegte er bei den Asienmeisterschaften in Amman in 39,34 s mit der Staffel, wie anschließend auch bei den Studentenweltspielen in Bangkok in 39,15 s. Daraufhin wurde er bei den Hallenasienspielen in Macau im Finale über 60 Meter disqualifiziert und gewann anschließend bei den Südostasienspielen in Nakhon Ratchasima in 38,95 s die Goldmedaille. Im Jahr darauf nahm er mit der Staffel an den Olympischen Spielen in Peking teil, verpasste dort aber mit 39,40 s den Finaleinzug. Bei den Asienmeisterschaften 2009 in Guangzhou belegte er mit der Staffel in 39,57 s den vierten Platz und siegte anschließend bei den Südostasienspielen in Vientiane in 39,34 s. Zwei Jahre später belegte er bei den Leichtathletik-Asienmeisterschaften 2011 in Kōbe in 39,72 s den fünften Platz mit der Staffel und wurde anschließend bei der Sommer-Universiade in Shenzhen im Finale disqualifiziert. Bei den Weltmeisterschaften in Daegu verpasste er mit 39,54 s den Finaleinzug, gewann anschließend aber bei den Südostasienspielen in Palembang in 21,46 s die Bronzemedaille über 200 Meter hinter dem Indonesier Franklin Ramses Burumi und seinem Landsmann Suppachai Chimdee und erreichte mit der Staffel in 40,44 s Rang vier. 2013 bestritt er in Bangkok seinen letzten Wettkampf und beendete damit seine aktive sportliche Karriere im Alter von 28 Jahren.
2008 wurde Sompote thailändischer Meister im 200-Meter-Lauf.

## Persönliche Bestleistungen
- 100 Meter: 10,49 s (−0,1 m/s), 8. Dezember 2006 in Doha
  - 60 Meter (Halle): 6,69 s, 30. Oktober 2007 in Macau
- 200 Meter: 21,13 s (−0,7 m/s), 27. April 2008 in Bangkok
  - 200 Meter (Halle): 21,82 s, 1. März 2005 in Tianjin (thailändischer Rekord)